# Biciclo

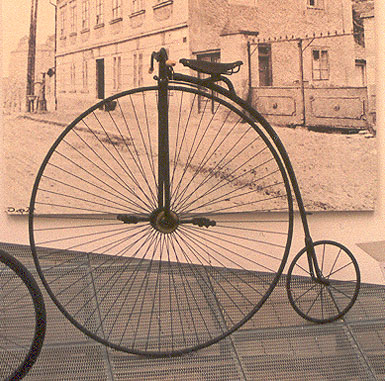
Un biciclo fotografato allo Škoda Muzeum di Mladá Boleslav, in Repubblica Ceca.

Il biciclo (in lingua inglese penny-farthing, high wheel, high wheeler e ordinary) è un tipo di velocipede, antenato della bicicletta, che fu in voga nell'Ottocento. Questo mezzo è dotato di una grande ruota anteriore, sulla quale agiscono direttamente i pedali, e di un ruotino posteriore. È particolarmente difficile da condurre, specialmente all'avvio e all'arresto. Fu utilizzato fino alla nascita della bicicletta di sicurezza, negli anni ottanta del XIX secolo. Fu la prima macchina a essere chiamata «biciclo», da cui più tardi derivò il termine bicicletta. La denominazione inglese penny-farthing proveniva dalle vecchie monete britanniche penny, più grande, e farthing, più piccola, a indicare una similitudine con l'accoppiata della ruota anteriore più grande (penny) che guida la ruota piccola (farthing).
In Italia fu noto come «biciclo» e sul finire dell'Ottocento il termine «ordinario» venne usato per distinguerlo dalla neonata bicicletta di sicurezza.

## Storia

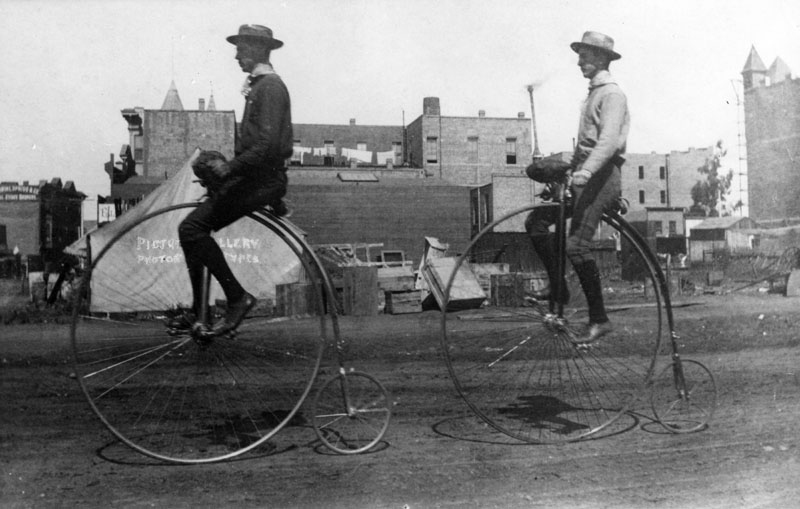
Due uomini su un biciclo a Santa Ana, California, 1886

Nel 1869 il francese Eugène Meyer inventò il biciclo. Attorno al 1870, l'inglese James Starley insieme ad altri iniziò a produrre velocipedi basati sul modello del francese ma con la ruota anteriore più grande, fino a 1,5 m: il diametro maggiore permetteva, in assenza di meccanismi di trasmissione, di raggiungere velocità più elevate. Nel 1878, Albert Pope iniziò a produrre bicicli nella sua fabbrica Pope Manufacturing Company di Boston.

### Origini e sviluppo

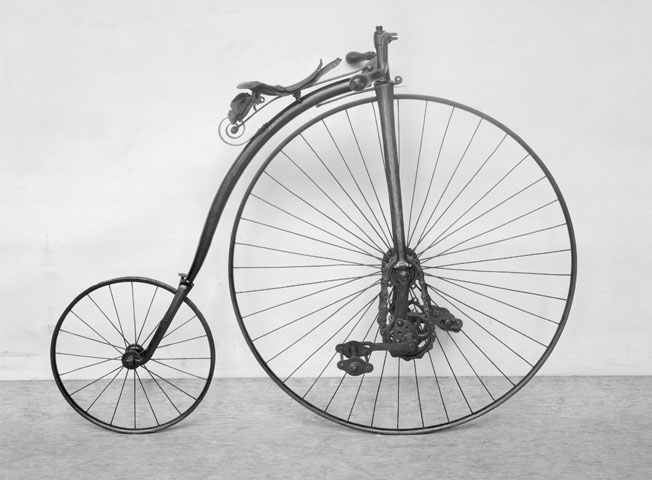
Un "Kangaroo", la catena permetteva di adottare una ruota anteriore più piccola

Eugène Meyer di Parigi è considerato il padre del biciclo dalla Conferenza internazionale sulla storia del ciclismo. Meyer brevettò la ruota a raggi (in lingua francese: Roue à rayons) nel 1869. In Inghilterra fu chiamata «spider». Meyer produsse un biciclo durante gli anni '80.
James Starley di Coventry introdusse nel suo famoso biciclo «Ariel» i raggi tangenti nelle ruote, ed una staffa per agevolare la montata. È considerato il padre dell'industria ciclistica britannica.
Il biciclo è pericoloso per via della posizione piuttosto alta assunta dal ciclista, ed in particolare per la tendenza a provocarne la caduta a faccia in avanti in caso di urti della ruota anteriore contro asperità del terreno. Alcuni modelli introdussero la trasmissione a catena o a ingranaggi, come il «Kangaroo» ed il «Crypto»; un'altra misura presa fu lo spostamento verso dietro del sellino, come nel «Rational».
L'uso del biciclo rimase prevalentemente urbano e maschile, arrivando a costituire un esempio di status-symbol.

### Connotazione
Il biciclo faceva uso di una ruota anteriore più grande rispetto agli altri velocipedi, il che consentiva di raggiungere maggiori velocità in tutte le condizioni tranne che nelle salite. La ruota grande, inoltre, faceva sentire di meno le asperità del terreno: all'epoca le strade asfaltate erano poche.
La tecnica per montare in sella e scendere poteva essere imparata prima sul velocipede a ruote piccole.
Il risvolto negativo era costituito dalla maggiore altezza dal suolo, che per il guidatore poteva comportare incidenti da caduta anche mortali, in particolare per via del rischio di cadute in avanti causate da asperità del terreno o durante la frenata (i pedali erano collegati direttamente alla ruota che aveva il rocchetto fisso).
La costruzione faceva uso degli stessi materiali del velocipede a ruote piccole: telaio in ferro, ruote in gomma piena, e boccole per i pedali, sterzo a manubrio. Questo significa che i bicicli erano relativamente robusti e necessitavano di poca manutenzione: per citare un esempio, quando il ciclista britannico Thomas Stevens fece il giro del mondo negli anni '80 dell'800, nel corso di 20 000 km lamentò un unico danno meccanico, e fu quando il suo veicolo fu sequestrato dalle forze armate un paese che stava attraversando, che danneggiarono la ruota anteriore.

### Fine dell'era

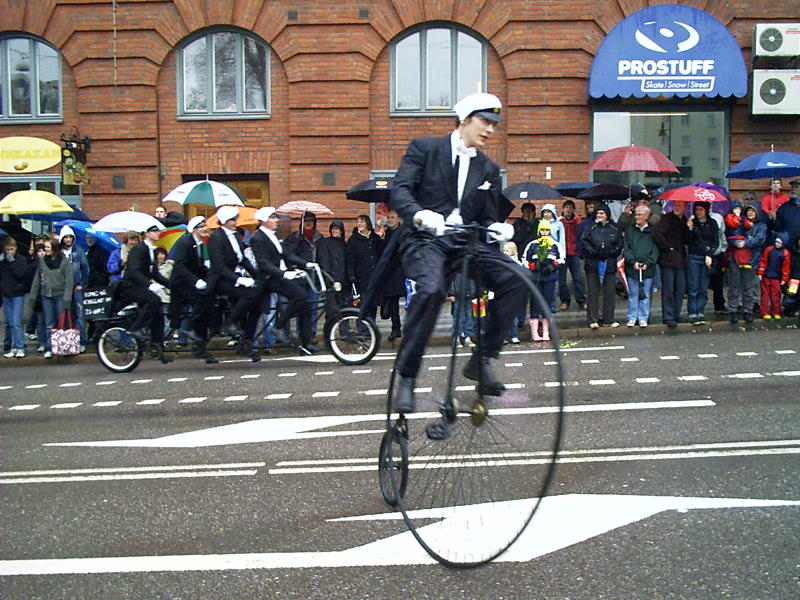
Studenti della Università di tecnologia Chalmers a Göteborg, Svezia, in sella a un biciclo e a un tandem quadruplo durante il Cortègen del 2006

Come già affermato, la pericolosità intrinseca nel biciclo era data dalla difficile manovrabilità e dal rischio di cadute. Due innovazioni tecnologiche comportarono la fine del vantaggio di avere una ruota anteriore grande, il che portò all'avvento dalla bicicletta di sicurezza: la trasmissione a catena, che permetteva di raggiungere velocità elevate anche con una ruota più piccola, e l'invenzione degli pneumatici che consentivano una guida più confortevole anche senza la ruota grande.
Fu proprio il nipote di uno dei protagonisti dell'ascesa del biciclo a decretarne la caduta: James Starley costruì il celebre biciclo Ariel nel 1870, e nel 1885 il nipote John Kemp Starley lanciò la bicicletta di sicurezza Rover Safety Bicycle.
Nel 1888, quando John Boyd Dunlop reinventò lo pneumatico, la ruota grande dei bicicli diventò obsoleta. A partire dal 1893 i bicicli non vennero più prodotti.
Solo pochi costruttori ne fabbricano ancora, ad uso ricreativo.

## Caratteristiche

Componenti di un biciclo

Il biciclo ha una trasmissione diretta con pedali calettati alla ruota anteriore. Per permettere una velocità maggiore si iniziò ad aumentare la ruota in diametro. Ciò non permette al pilota di toccare terra con i piedi da seduto sul mezzo.

### Costruzione
Il telaio era un singolo tubo di ferro che seguiva la circonferenza della grande e discendeva verso la piccola ruota. Una forcella guidava la ruota anteriore. Un freno era presente sempre sulla ruota grande. Il manubrio generalmente aveva la forma di mustacchi. Il sellino montato sul telaio stava meno di 50 cm (18 in) dietro il manubrio.
Un modello particolare della Pope Manufacturing Company del 1886, pesava 36 lb (16 kg), con ruota anteriore di 53-inch (1,35 m) e posteriore di 20-spoke 18-inch. Ruote con gomme piene. Telaio in acciaio e ruote giranti su cuscinetti a sfere. Sellino in pelle ammortizzato con molle.
Un altro modello della Humber and Co., Ltd., di Beeston (Nottinghamshire), pesava solo 24 lb (11 kg), e con ruote di 52- e 18-pollici. Senza freni e pedivelle per la salita, per minimizzare il peso.
Un terzo modello della Pope Manufacturing Company, pesava 49 lb e con forcella in acciaio forgiato. Freno attivabile sul manubrio sulla mano destra.

### Funzionamento
Salirci sopra richiede abilità. Ci si aggrappa al manubrio e si inizia spingere il veicolo per fargli prendere velocità mettendo un piede sulla staffa della ruota posteriore e poi ci si innalza sul sellino e si inizia a pedalare. 
 Per fermarsi bisogna rallentare la corsa della grande ruota mediante i pedali. Un nuovo tipo di manubrio fu creato, il manubrio Whatton, che girava dietro le gambe permettendo la fermata più sicura.

### Prestazioni
Il primo record dell'ora fu stabilito da Frank Dodds nel 1876 per 15,8 miglia (25,4 km) in un'ora nei dintorni di Cambridge University.
L'ultimo record fu di 23,72 miglia (38,17 km) da parte di Frederick J. Osmond nel 1891.
Nel 1884 Thomas Stevens guidò un biciclo Columbia da San Francisco a Boston, il primo attraversamento degli USA. Nel 1885–86, continuò verso l'Europa e l'Asia, facendo il primo giro del mondo.
Cose strane furono riportate, incluso difficoltà a passare un ponte stretto a parapetto e giù per i gradini del Campidoglio, Washington, da parte del biciclo a ruota piccola anteriore della American Star Bicycle.

Come salire
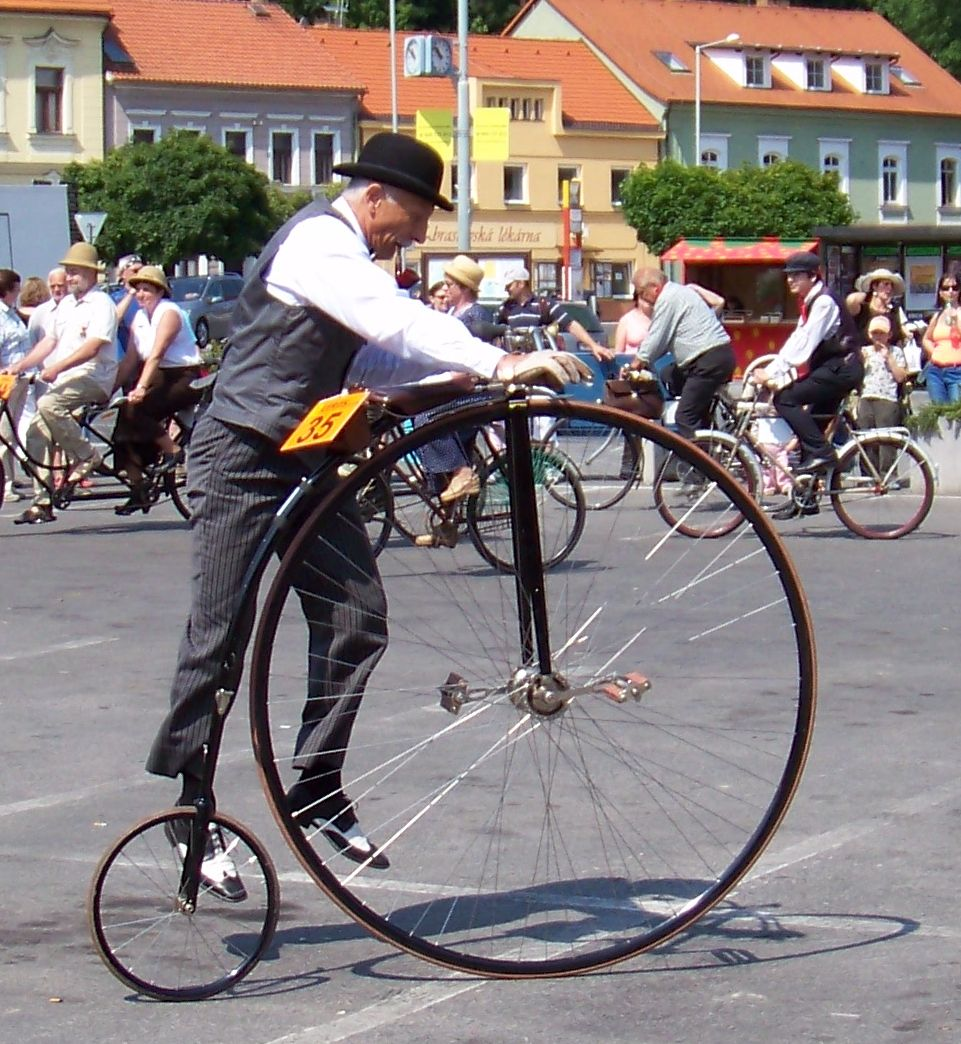
Il primo passeggero
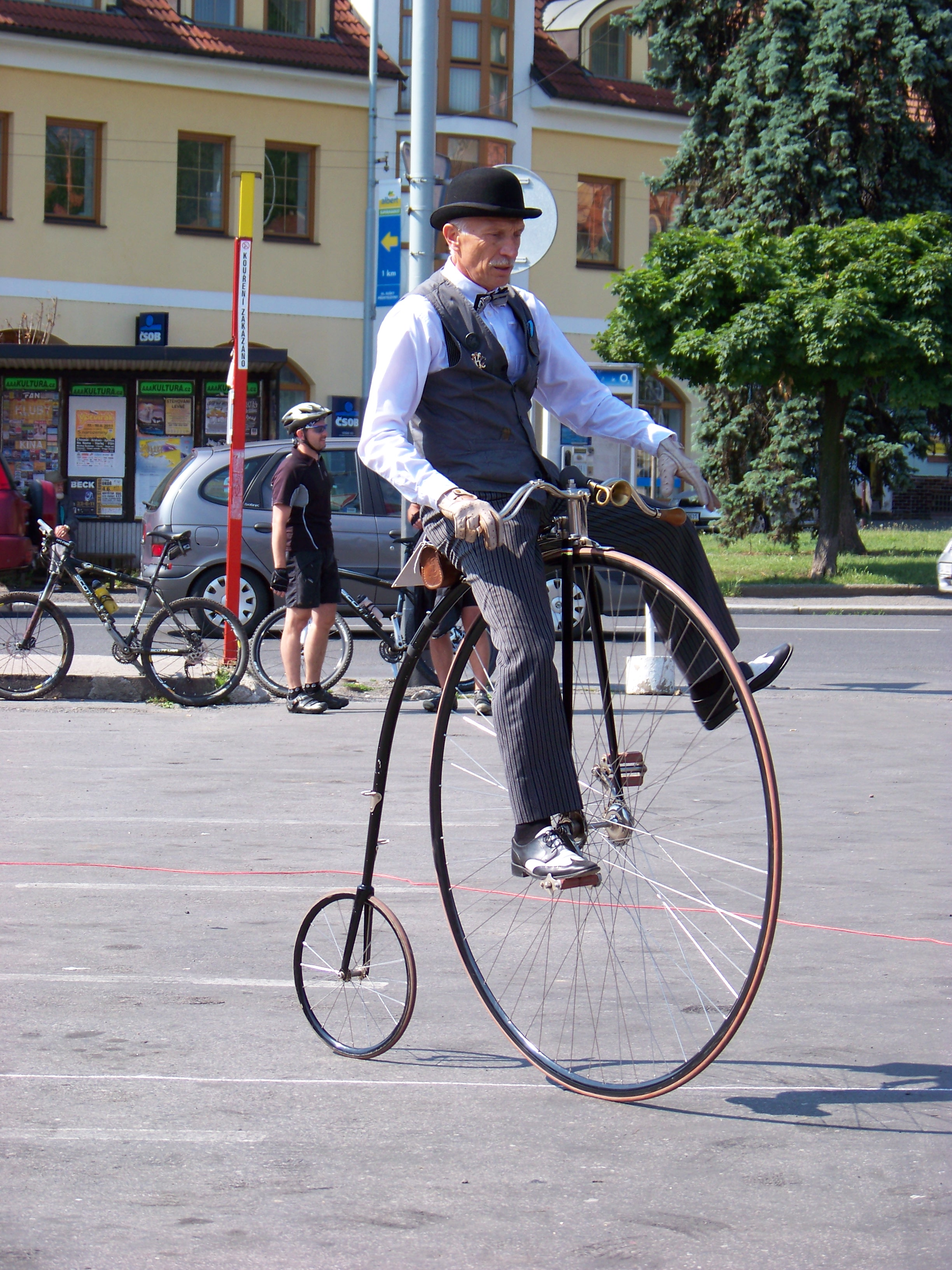
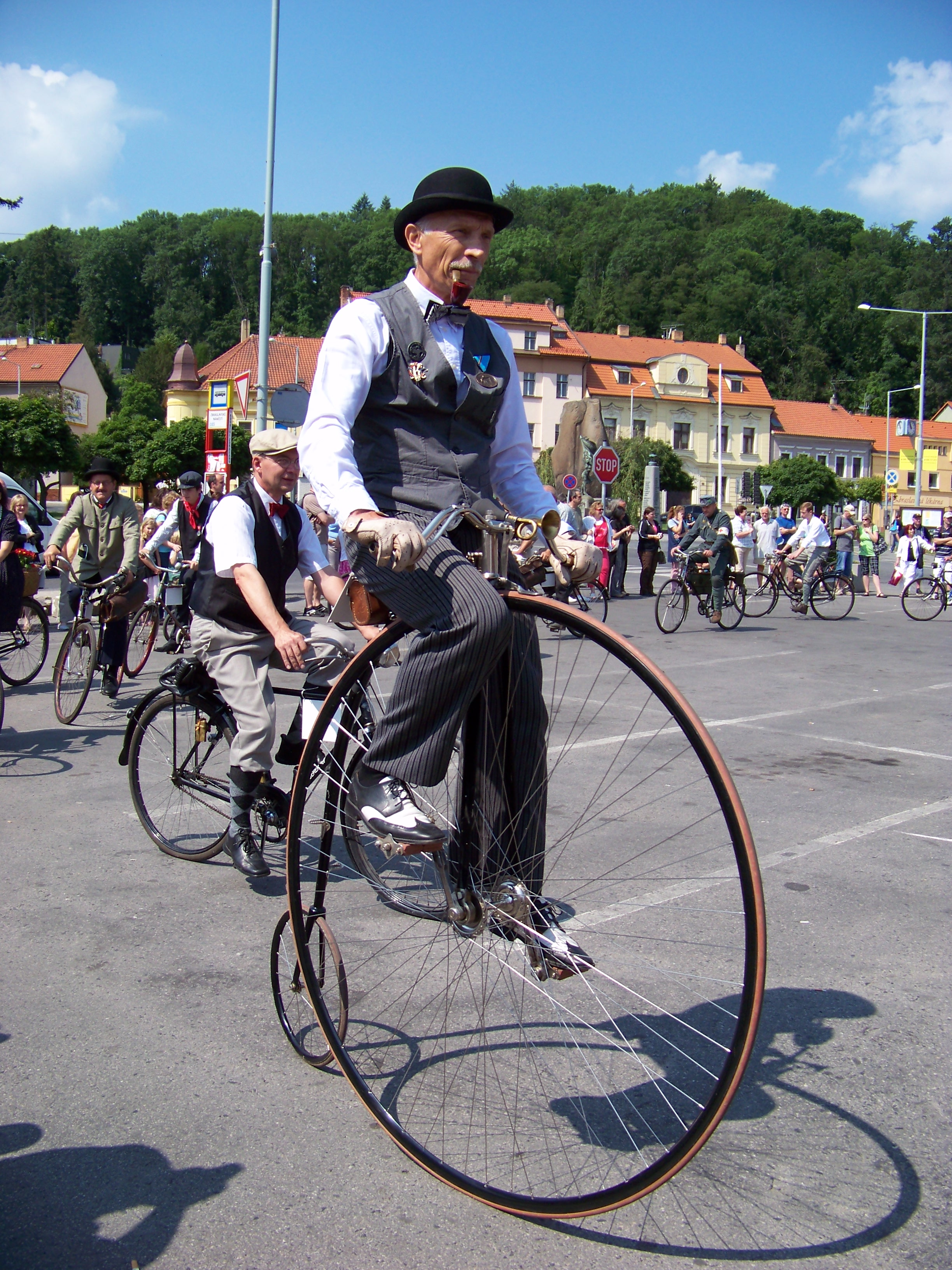
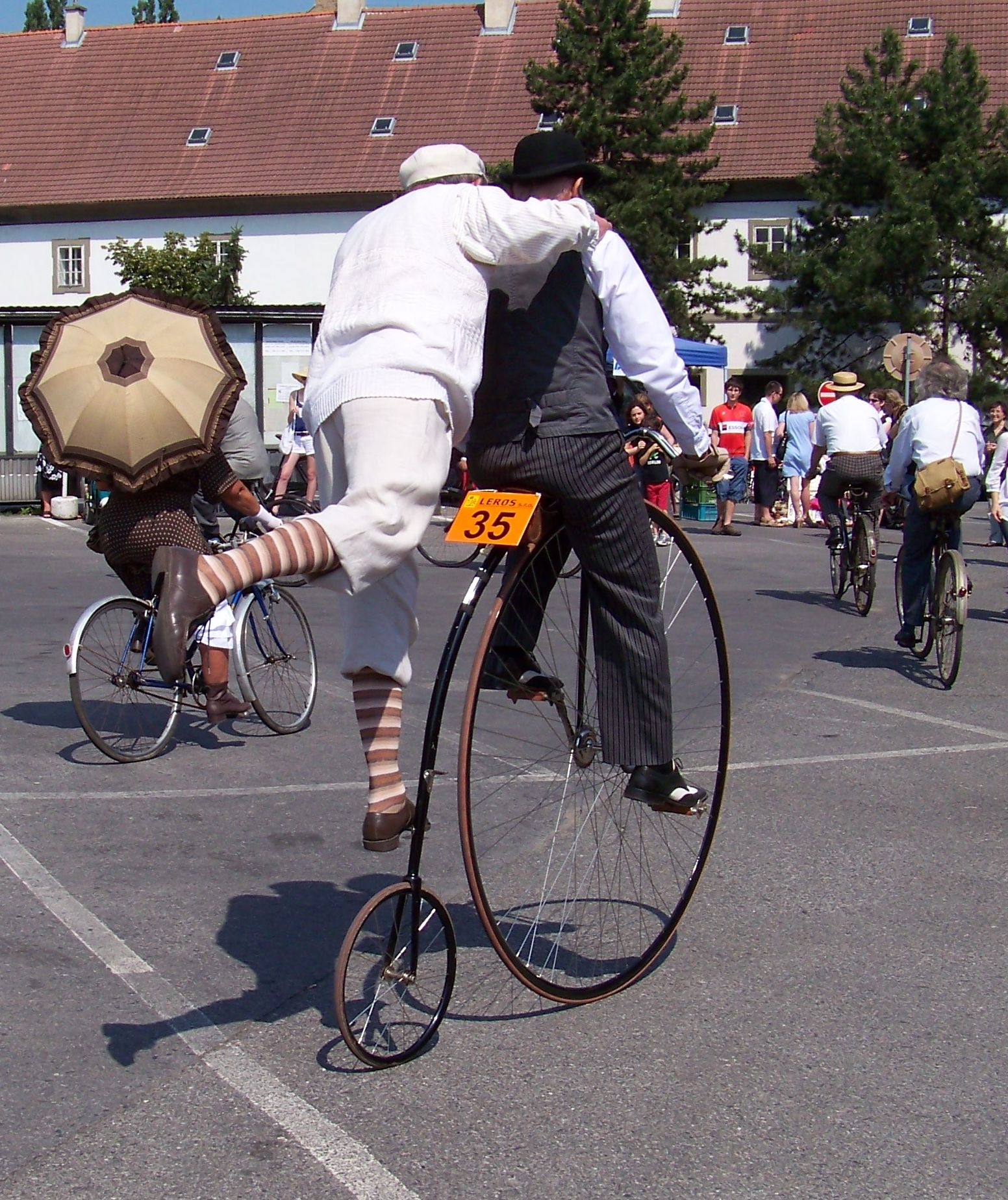
Il secondo

## Nella cultura

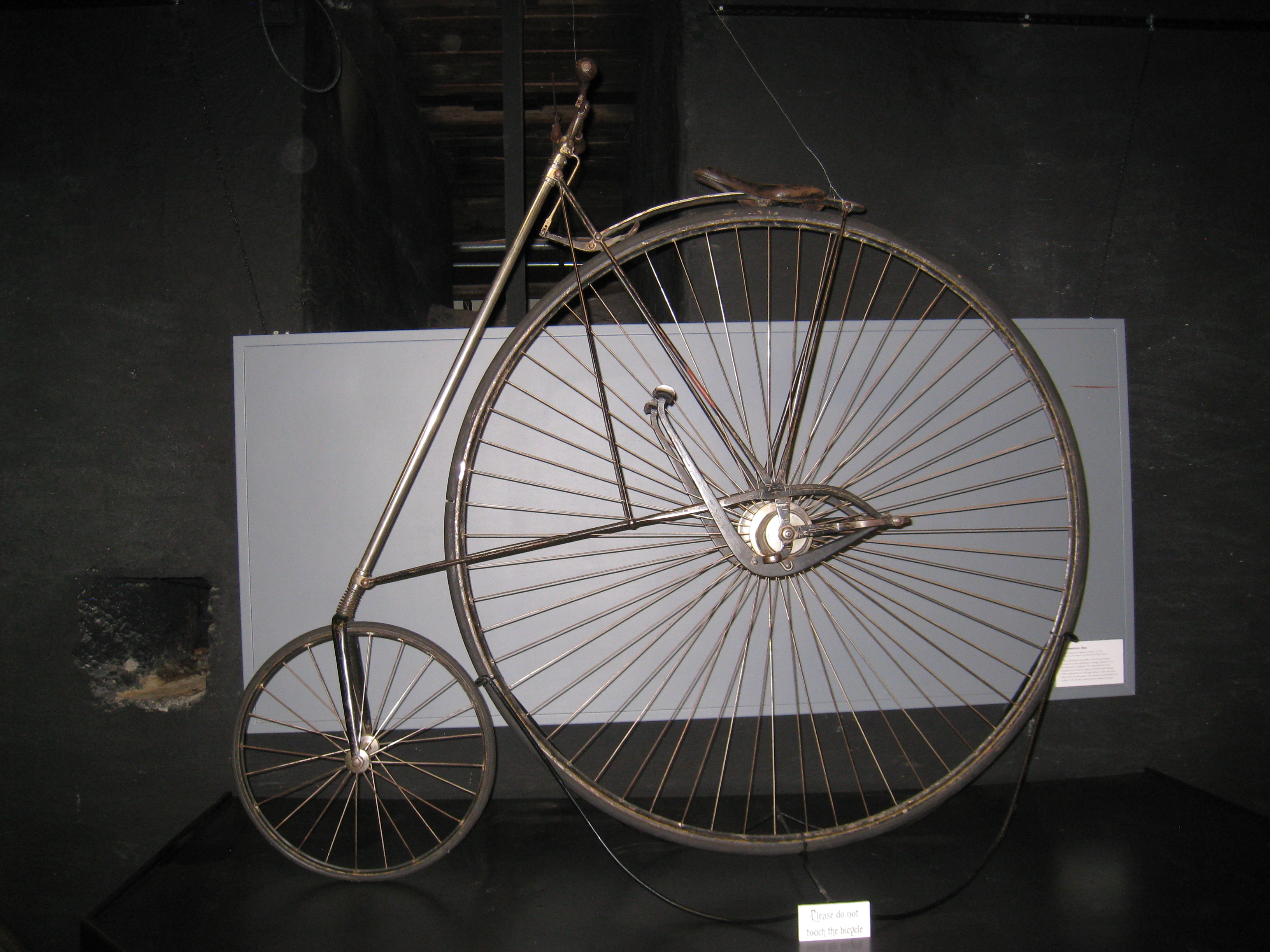
American Star Bicycle del 1885 con la ruota piccola anteriore

L'uso del termine "wheelmen" in America è stato in uso per un secolo nella League of American Wheelmen fino a quando è stata rinominata in League of American Bicyclists nel 1994. Nel 1967 venne fondata da collezionisti e restauratori la Wheelmen, organizzazione non-profit "dedicated to keeping alive the heritage of American cycling".
- Nella "Couplets du facteur rural" nel terzo atto del Le château à Toto, di Henri Meilhac e Ludovic Halévy (musica di Jacques Offenbach, 1869) tocca l'argomento "vélocipède".[37]
- Un biciclo è nel logo della serie televisiva degli anni '60 Il prigioniero con Patrick McGoohan.
- Nel film horror del 1973 Tales That Witness Madness c'è un biciclo usato come macchina del tempo.
- Nel corto Disney del 1941 I favolosi anni di fine secolo, Pippo usa un biciclo.
- Nel film Il giro del mondo in 80 giorni, Passepartout (Cantinflas) guida un biciclo per le strade di Londra.
- Un biciclo è nell'episodio "Too many cupcakes" di Giust'in tempo.
- È il simbolo della città di Davis, California, e Redmond, Washington.